# I'm the One
Singles par DJ Khaled
Shining (en)
(2017) Wild Thoughts
(2017)
Singles par Justin Bieber
Despacito
(2017) 2U
(2017)
Singles par Quavo
Go Off (en)
(2017) Trap Paris (en)
(2017)
Singles par Chance the Rapper
All Night
(2017) May I Have This Dance
(2017)
Singles par Lil Wayne
Light My Body Up (en)
(2017) The Way I Are (Dance with Somebody) (en)
(2017)
I'm the One est une chanson de DJ Khaled featuring Justin Bieber, Quavo, Chance the Rapper et Lil Wayne. Elle est sortie le 28 avril 2017 en tant que deuxième single issu de Grateful (en), le dixième album studio de DJ Khaled.

## Classements hebdomadaires
| Classement (2017-18)                     | Meilleure position |
| ---------------------------------------- | ------------------ |
| Allemagne (GfK Entertainment)            | 4                  |
| Australie (ARIA)                         | 1                  |
| Autriche (Ö3 Austria Top 40)             | 2                  |
| Belgique (Flandre Ultratop 50 Singles)   | 10                 |
| Belgique (Flandre Ultratop 50 Airplay)   | 19                 |
| Belgique (Flandre Ultratop R&B/Hip-Hop)  | 2                  |
| Belgique (Wallonie Ultratop 50 Singles)  | 17                 |
| Belgique (Wallonie Ultratop 50 Airplay)  | 27                 |
| Belgique (Wallonie Ultratop R&B/Hip-Hop) | 2                  |
| Canada (Hot 100)                         | 1                  |
| Canada (All-Format)                      | 13                 |
| Canada (CHR/Top 40)                      | 4                  |
| Canada (Digital Songs)                   | 2                  |
| Canada (Hot AC)                          | 34                 |
| Danemark (Tracklisten)                   | 2                  |
| Écosse (OCC)                             | 1                  |
| Espagne (PROMUSICAE)                     | 23                 |
| États-Unis (Hot 100)                     | 1                  |
| États-Unis (Adult Pop Songs)             | 21                 |
| États-Unis (Dance/Mix Show Airplay)      | 4                  |
| États-Unis (Digital Songs)               | 1                  |
| États-Unis (Hot Dance/Electronic Songs)  | 33                 |
| États-Unis (Mainstream R&B/Hip-Hop)      | 7                  |
| États-Unis (Pop Airplay)                 | 3                  |
| États-Unis (R&B/Hip-Hop Airplay)         | 11                 |
| États-Unis (R&B/Hip-Hop Songs)           | 1                  |
| États-Unis (Radio Songs)                 | 5                  |
| États-Unis (Rhythmic Songs)              | 1                  |
| États-Unis (Streaming Songs)             | 1                  |
| Europe (Euro Digital Song Sales)         | 2                  |
| Finlande (Suomen virallinen lista)       | 5                  |
| France (SNEP)                            | 7                  |
| Hongrie (Rádiós Top 40)                  | 29                 |
| Hongrie (Single Top 40)                  | 12                 |
| Hongrie (Stream Top 40)                  | 5                  |
| Irlande (IRMA)                           | 2                  |
| Italie (FIMI)                            | 20                 |
| Japon (Hot 100)                          | 46                 |
| Mexique (Mexico Ingles Airplay (en))     | 23                 |
| Norvège (VG-lista)                       | 3                  |
| Nouvelle-Zélande (RMNZ)                  | 1                  |
| Pays-Bas (Nederlandse Top 40)            | 2                  |
| Pays-Bas (Single Top 100)                | 4                  |
| Portugal (AFP)                           | 3                  |
| Royaume-Uni (UK Singles Chart)           | 1                  |
| Slovaquie (IFPI Rádio)                   | 45                 |
| Slovaquie (IFPI Singles Digitál)         | 4                  |
| Slovénie (SloTop50)                      | 46                 |
| Suède (Sverigetopplistan)                | 2                  |
| Suisse (Schweizer Hitparade)             | 6                  |
| Suisse (Charts Romandie)                 | 20                 |
| Tchéquie (IFPI Rádio)                    | 16                 |
| Tchéquie (IFPI Singles Digitál)          | 3                  |